# Inferno: Piekielna walka
Inferno: Piekielna walka (ang. Inferno, Desert Heat lub Coyote Moon) – amerykański film akcji z 1999 roku w reżyserii Johna G. Avildsena, laureata Oscara, twórcy kultowego Rocky’ego. W roli głównej wystąpił Jean-Claude Van Damme. Film inspirowany jest Strażą przyboczną.
Bohaterem filmu jest były żołnierz, który nie widzi sensu swego życia i postanawia popełnić samobójstwo. Przedtem jednak chce odwiedzić swego jedynego przyjaciela (by uzyskać zgodę na samobójstwo). W drodze napadnięty został przez bandę zbirów, gdy odzyskuje przytomność, postanawia się na nich zemścić.

## Obsada
- Jean-Claude Van Damme jako Eddie Lomax
- Pat Morita jako Jubal Early
- Danny Trejo jako Johnny Six Toes
- Gabrielle Fitzpatrick jako Rhonda Reynolds
- Larry Drake jako Ramsey Hogan
- Vincent Schiavelli jako pan Singh
- David „Shark” Fralick (w czołówce jako Shark Fralick) jako Matt Hogan
- Silas Weir Mitchell jako Jesse Hogan
- Jonathan Avildsen jako Petey Hogan
- Jaime Pressly jako Dottie Matthews
- Bill Erwin jako Eli Hamilton
- Ford Rainey jako Pop Reynolds
- Kevin West jako Vern
- Priscilla Pointer jako Mrs. Henry Howard
- Robert Symonds jako Henry Howard
- Paul Koslo jako Ives
- Erik Audé jako żołnierz
- Brett Harrelson jako Buck
- Jeff Kober jako Beserko
- Gregory Scott Cummins jako Leon
- Neil Delama jako Lester
- Nikki Bokal jako Carol Delvecchio
- Kelly Ewing jako Rose Delvecchio
- Lee Tergesen jako Luke
- Jim Hanks jako kierowca autobusu